# USS Shenandoah
 (juillet 2023).
Si vous disposez d'ouvrages ou d'articles de référence ou si vous connaissez des sites web de qualité traitant du thème abordé ici, merci de compléter l'article en donnant les références utiles à sa vérifiabilité et en les liant à la section « Notes et références ».
L’USS Shenandoah était le premier dirigeable à structure rigide de la marine de guerre des États-Unis.
Initialement désigné comme FA-1 pour « Fleet Airship One », son immatriculation était ZR-1.

## Conception et construction

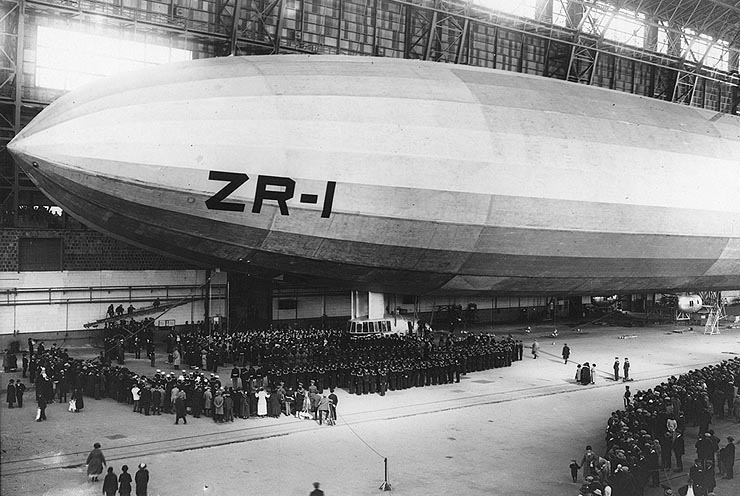
Cérémonie de lancement du Shenandoah.

La conception de ce dirigeable militaire est basée sur le dirigeable bombardier Zeppelin L 49, construit en 1917.
L'assemblage eut lieu dans le hangar no 1 à la base aéronavale de Lakehurst (en) dans l'État du New Jersey, de 1922 à 1923.
Il fut le premier dirigeable rigide à hélium, ce qui le rendait bien plus sûr que les dirigeables à hydrogène. Ses caractéristiques principales étaient une longueur de 207,28 m, un diamètre de 24 m et un tonnage de 35 200 kg.
Il était propulsé par six puis cinq moteurs à essence huit cylindres d'une puissance individuelle de 220 kW pour une vitesse maximale de 110 km/h et une autonomie de 8 000 km.

## État de service
Le premier vol eut lieu le 4 septembre 1923 et sa mise en service le 10 octobre 1923. Son rôle était la reconnaissance lointaine tout temps pour l'US Navy. Les essais furent concluants mais mirent en lumière la nécessité d'équipements spécifiques.

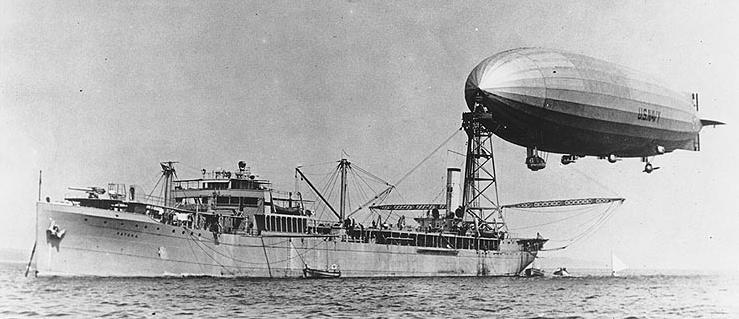
Shenandoah amarré au tender.

En juillet 1924, le pétrolier USS Pakota fut converti en tender dédié au dirigeable. Un premier arrimage eut lieu de le 8 août 1924.
En octobre 1924, le Shenandoah traversa les États-Unis d'Amérique d'ouest en est depuis la Californie jusqu'à l'État de Washington. Ce fut le premier vol d'un dirigeable rigide à travers l'Amérique du Nord.
Après une période de maintenance de six mois, les vols d'expérimentation reprirent avec succès. Le tender Patoka continuait d'assurer le soutien logistique.

## Accident

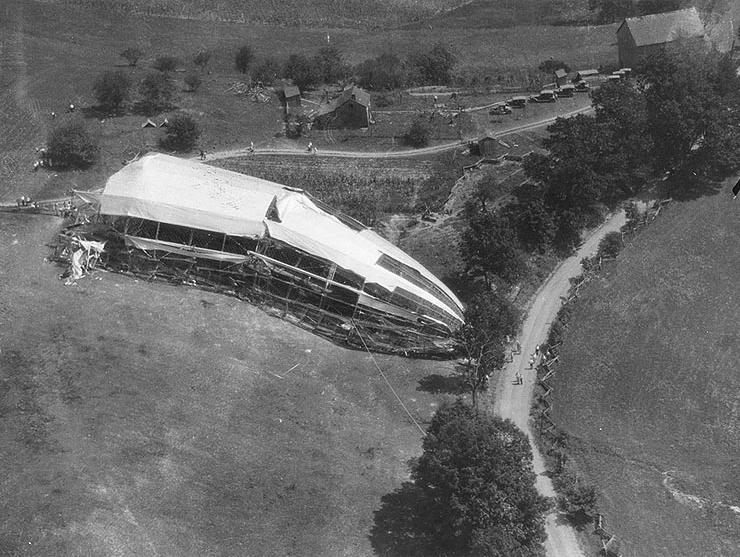
Section avant de l'épave du Shenandoah.

Le 2 septembre 1925, le Shenandoah quitta sa base de Lakehurst pour une série de vols d'exhibition au-dessus des États du Midwest.
Tôt le matin du 3 septembre 1925, durant son cinquante-septième voyage, le dirigeable fut pris dans un puissant courant ascendant le portant à des pressions au-delà de ses limites. L'aéronef fut mis en pièces et s'écrasa en plusieurs morceaux dans le comté de Noble, Ohio.
Quatorze membres d'équipage perdirent la vie, dont le commandant Zachary Lansdowne, vingt et un survécurent. Plus d'un millier de personnes vinrent le jour même pour piller le site de la catastrophe.
Le commandant Lansdowne s'était officiellement opposé à ces vols. Natif de l'Ohio, il connaissait les violentes tempêtes se déclenchant dans cet État en fin d'été. Le général (rétrogradé à ce moment au rang de colonel) Billy Mitchell mit en cause publiquement l'incompétence de hauts gradés à la fois de l'US Navy et de l'US Army. Il fut accusé et condamné pour insubordination devant une cour martiale. 
Selon le Daily Telegraph[réf. incomplète], le retrait de douze soupapes de sécurité (pour limiter la perte du précieux gaz hélium) était l'une des causes majeures de cette catastrophe.

## Mémoriaux
Plusieurs mémoriaux sont présents près du lieu de l'accident, comme le Shenandoah Crash Site 1.